# Ведиге I фон дер Шуленбург
Ведиге I фон дер Шуленбург (на немски: Wedige I Graf von der Schulenburg; * пр. 1557/пр. 1555; † 1584) е граф от род фон дер Шуленбург.

## Произход
Той е син на граф Фриц VI фон дер Шуленбург († сл. 1549/сл. 1552/сл. 1562) и първата му съпруга му Доротея фон Малтцан. Внук е на граф Фриц IV фон дер Шуленбург († пр. 1510) и втората му съпруга вер. Анна фон дем Берге. Правнук е на рицар Бусо I фон дер Шуленбург († 1475/1477) и праправнук на рицар Фриц I фон дер Шуленбург († сл. 1415). Баща му се жени втори път пр. 1483 г. за Емеренция фон дер Асебург, дъщеря на Хайнрих фон дер Асебург († ок. 1522) и съпругата му фон Велтхайм.
Брат е на Каспар фон дер Шуленбург († 1547), Йахим IV фон дер Шуленбург († 1599/1602), Анна фон дер Шуленбург († 1573), омъжена за Йоахим фон Бюлов († 1587), и на Доротея фон дер Шуленбург.

## Фамилия
Ведиге I фон дер Шуленбург се жени за Маргарета фон Бодендорф (1543 – 1605). Те имат 11 деца:
- Фридрих X
- Георг XII († 14 януари 1594, Витенберг)
- Левин VI († 1590)
- Ведиге Виганд фон дер Шуленбург (1578 – 1652), женен I. за Маргарета фон Хале († 1612), II. 1617 г. за Доротея фон дер Шуленбург (1599 – 1648), дъщеря на Липолд I фон дер Шуленбург (1568 – 1636) и Маргарета фон Бредов († 1642)
- Доротея
- Анна
- София
- Кунигунда
- Анна Мария (* пр. 1592 – 1597, Халберщат), омъжена за граф Йоахим Йохан Георг I фон дер Шуленбург (1556 – 1633), внук на граф Бернхард X фон дер Шуленбург (1466 – 1508) и син на граф Кристоф III фон дер Шуленбург († 1570) и Гизела фон дер Кнезебек (1524 – 1598)
- Берта († 1649), омъжена за Йоахим Фридрих фон дер Шуленбург (1581 – 1633), внук на Левин I фон дер Шуленбург (1510 – 1569) и син на Вернер XVII фон дер Шуленбург (1541 – 1581) и Берта София фон Бартенслебен (1550 – 1606)
- Абел († сл. 1606/1618), омъжена за Ханс XI фон дер Шуленбург (1572 – 1611), внук на Левин I фон дер Шуленбург (1510 – 1569) и син на Вернер XVII фон дер Шуленбург (1541 – 1581) и Берта София фон Бартенслебен (1550 – 1606)